# アサヒカルピスウェルネス
アサヒカルピスウェルネス株式会社は、かつて存在した日本の機能性食品メーカー。

## 概要
持株会社である親会社・アサヒグループホールディングスにより新設の事業子会社として2015年7月27日にて、旧カルピスからは通販限定商品として展開している機能性食品「アレルケア」「しなやかケア」「ビオマイン」「ココカラケア」各事業を継承し設立。資本金は1000万円。
2020年4月1日付で、アサヒカルピスウェルネスの会社分割を実施し、アサヒカルピスウェルネス（初代）はアサヒバイオサイクル株式会社（初代）を吸収合併した上で、アサヒバイオサイクル株式会社（2代）へ商号変更。機能性食品事業は同日付でACW株式会社から商号変更されたアサヒカルピスウェルネス株式会社（2代）が継承した。
2021年1月1日にアサヒグループ食品へ吸収合併され、アサヒカルピスウェルネスは解散した。

## 取扱商品
詳細は会社公式における説明を参照。
- カルピスブランド（機能性食品）
  - アレルケアシリーズ
  - しなやかケアシリーズlＬ-92
  - ビオマインシリーズ
  - ココカラケア
- カルピスブランド（飼料）
  - カルスポリン
  - ファインラクト
- アサヒブランド
  - アサヒの健康通販シリーズ
- 機能性素材
  - L-92乳酸菌
  - 年齢ペプチド
  - 枯草菌C-3102株
  - C-23ガセリ菌
  - プロシアニジン

また、これとは別に農業・畜産業への貢献活動も行っている。